# Holztrichterlinge
Die Holztrichterlinge (Ossicaulis) sind eine kleine Pilzgattung aus der Familie der Raslingsverwandten. Es handelt sich dabei um seitlings- bis trichterlingsartige, weißliche und oft auf dem Hut bepuderte Lamellenpilze, die saprobiontisch auf vermoderndem Holz wachsen und eine Braunfäule hervorrufen. Sie haben ein monomitisches Hyphensystem und recht kleine, inamyloide Sporen.
Die Typusart ist der Bepuderte Holztrichterling (Ossicaulis lignatilis).

## Merkmale

### Makroskopische Merkmale
Ossicaulis-Arten haben angeheftete, angewachsene oder etwas am Stiel herablaufende Lamellen und einen zentral oder seitlich am Hut angewachsenen Stiel und wirken daher seitlings- oder trichterlingsartig. Der Hut ist zwischen 2 und 12 cm breit, gewölbt bis flach ausgebreitet oder niedergedrückt. Die trockene Oberfläche ist weiß bis gräulich gefärbt und oft bepudert. Die weißen Lamellen stehen relativ dicht und das Sporenpulver ist weiß bis cremefarben. Die Konsistenz des Fleischs (Trama) kann weich bis ziemlich zäh ausfallen. Es gibt weder eine Gesamthülle (Velum universale) noch einen Stielring (Annulus).

### Mikroskopische Merkmale
Das Hyphensystem ist monomitisch, besteht also nur aus generativen Hyphen. Die Lamellentrama ist regulär aufgebaut und an den Querwänden der Pilzfäden (Hyphensepten) befinden sich Schnallen. Die kleinen, breit elliptischen bis fast kugeligen Sporen zeigen unter der Zugabe von Iodlösung keine Farbreaktion (inamyloid). Auch die Sporenständer (Basidien) tragen an ihrer Basis Schnallen. Die Huthaut (Pileipellis) ist eine Clavicutis, das heißt die liegenden Hyphen sind oft wie die korallenförmigen Fruchtkörper einiger Keulchen (Clavaria) vielfach verzweigt (clavarioid). An den Lamellenschneiden sind in der Fruchtschicht (Hymenium) keulige bis verzweigte sterile Elemente (Cheilozystiden) eingebettet.

## Arten
Die Gattung besteht weltweit aus 2 Arten.
| Holztrichterlinge (Ossicaulis) weltweit |                         |                                                  |
| \| Deutscher Name \| Wissenschaftlicher Name \| Autorenzitat \| \| --------------------------- \| ----------------------- \| ------------------------------------------------ \| \| \| Ossicaulis lachnopus \| (Fries 1815) Contu 2007 \| \| Bepuderter Holztrichterling \| Ossicaulis lignatilis \| (Persoon 1801 : Fries 1821) Redhead & Ginns 1985 \| |                         |                                                  |
| Deutscher Name | Wissenschaftlicher Name | Autorenzitat                                     |
| | Ossicaulis lachnopus    | (Fries 1815) Contu 2007                          |
| Bepuderter Holztrichterling | Ossicaulis lignatilis   | (Persoon 1801 : Fries 1821) Redhead & Ginns 1985 |

## Artabgrenzung
Ossicaulis lachnopus hat kleine Sporen (2,8–4,0 × 2,0–2,4 Mikrometer) und einen grauen oder beige-grau getönten Hut, wohingegen Ossicaulis lignatilis größere Sporen (4,0–5,6 × 2,4–3,2 µm) und einen weißlichen bis cremefarbenen Hut besitzt, meist mit einem schwachen beige-graulichen Ton.

## Ökologie und Verbreitung
Beide Arten sind in Europa weitverbreitet; der Bepuderte Holztrichterling wurde auch in Nordamerika gefunden. Ossicaulis lachnopus scheint dazu zu tendieren, in natürlichen Waldhabitaten zu wachsen. Erstmals wurde die Art in Deutschland 2013 in einem kleinen Wald nahe Biederitz an der Rinde einer Schwarz-Pappel nachgewiesen. Dagegen scheint Ossicaulis lignatilis Lebensräume zu bevorzugen, die von Menschen gemacht oder beeinflusst worden sind, wie beispielsweise Städte, Dörfer, Parks und Alleen. Bemerkenswert sind mehrere Funde in niederösterreichischen Weinkellern, wo die Art Weinfässer befiel und im Holz eine Braunfäule verursachte. Holztrichterlinge besiedeln totes und vermoderndes Holz von Laubbäumen, selten auch von Nadelbäumen.

## Taxonomie
Die Gattung wurde 1985 erstbeschrieben und beinhaltete zunächst nur den von Christian Hendrik Persoon im Jahr 1801 als Agaricus lignatilis original beschriebenen Bepuderten Holztrichterling. Basierend auf italienischen Kollektionen veröffentlichte Marco Contu 2007 eine gültige Beschreibung von Ossicaulis lachnopus. Die Eigenständigkeit beider Arten wurde in neueren Untersuchungen (2013) bestätigt. Molekulargenetische Analysen legen nahe, dass die Holztrichterlinge am nächsten mit den Zwitterlingen (Asterophora), Holzraslingen (Hypsizygus), Raslingen (Lyophyllum) und der Gattung Tricholomella – dorthin wurde der Wurzelnde Schönkopf von der Gattung Calocybe ausgegliedert – verwandt sind.